# Rockabye (nummer)
"Rockabye" is een nummer van de Britse elektronische muziekgroep Clean Bandit samen met de Jamaicaanse zanger Sean Paul en de Engelse zangeres Anne-Marie. Het nummer werd op 21 oktober 2016 uitgebracht en is de eerste single van Clean Bandit na het vertrek van groepslid Neil Amin-Smith. Het nummer gaat over de moeilijkheden van alleenstaande moeders.

## Achtergrondinformatie
Clean Bandit maakte op 21 oktober 2016 bekend dat ze een nieuwe single gingen uitbrengen, twee dagen na het vertrek van groepslid Neil Amin-Smith. Volgens de muziekgroep was het een eer om met Sean Paul te mogen werken, omdat zij dit al heel lang wilden. Daarnaast was de groep ook blij met Anne-Marie als aanwinst die voor de vocalen verantwoordelijk is.

## Videoclip
Op 21 oktober 2016 werd de videoclip uitgebracht. In de video is te zien hoe een alleenstaande moeder in een café paaldanst om zo geld te verdienen voor haar kind. 

## Tracklijst
| Nr. | Titel                                  | Duur |
| --- | -------------------------------------- | ---- |
| 1.  | Rockabye (met Sean Paul en Anne-Marie) | 4:11 |

| Nr. | Titel                              | Duur |
| --- | ---------------------------------- | ---- |
| 1.  | Rockabye                           | 4:11 |
| 2.  | Rockabye (Thomas Rasmus Chill mix) | 3:38 |

| Nr. | Titel                              | Duur |
| --- | ---------------------------------- | ---- |
| 1.  | Rockabye (Jack Wins remix)         | 5:05 |
| 2.  | Rockabye (End of the World remix)  | 2:54 |
| 3.  | Rockabye (Elderbrook remix)        | 3:28 |
| 4.  | Rockabye (Thomas Rasmux Chill mix) | 3:38 |

## Hitnoteringen

### Nederlandse Top 40
| Hitnotering: 19-11-2016 t/m 29-4-2017 | Hitnotering: 19-11-2016 t/m 29-4-2017 | Hitnotering: 19-11-2016 t/m 29-4-2017 | Hitnotering: 19-11-2016 t/m 29-4-2017 | Hitnotering: 19-11-2016 t/m 29-4-2017 | Hitnotering: 19-11-2016 t/m 29-4-2017 | Hitnotering: 19-11-2016 t/m 29-4-2017 | Hitnotering: 19-11-2016 t/m 29-4-2017 | Hitnotering: 19-11-2016 t/m 29-4-2017 | Hitnotering: 19-11-2016 t/m 29-4-2017 | Hitnotering: 19-11-2016 t/m 29-4-2017 | Hitnotering: 19-11-2016 t/m 29-4-2017 | Hitnotering: 19-11-2016 t/m 29-4-2017 | Hitnotering: 19-11-2016 t/m 29-4-2017 | Hitnotering: 19-11-2016 t/m 29-4-2017 | Hitnotering: 19-11-2016 t/m 29-4-2017 | Hitnotering: 19-11-2016 t/m 29-4-2017 | Hitnotering: 19-11-2016 t/m 29-4-2017 | Hitnotering: 19-11-2016 t/m 29-4-2017 | Hitnotering: 19-11-2016 t/m 29-4-2017 | Hitnotering: 19-11-2016 t/m 29-4-2017 |
| Week:                                 | 1                                     | 2                                     | 3                                     | 4                                     | 5                                     | 6                                     | 7                                     | 8                                     | 9                                     | 10                                    | 11                                    | 12                                    | 13                                    | 14                                    | 15                                    | 16                                    | 17                                    | 18                                    | 19                                    | 20                                    |
| ------------------------------------- | ------------------------------------- | ------------------------------------- | ------------------------------------- | ------------------------------------- | ------------------------------------- | ------------------------------------- | ------------------------------------- | ------------------------------------- | ------------------------------------- | ------------------------------------- | ------------------------------------- | ------------------------------------- | ------------------------------------- | ------------------------------------- | ------------------------------------- | ------------------------------------- | ------------------------------------- | ------------------------------------- | ------------------------------------- | ------------------------------------- |
| Positie:                              | 23                                    | 9                                     | 3                                     | 2                                     | 1                                     | 1                                     | 1                                     | 1                                     | 1                                     | 2                                     | 3                                     | 3                                     | 3                                     | 2                                     | 2                                     | 2                                     | 4                                     | 8                                     | 13                                    | 19                                    |
| Week:                                 | 21                                    | 22                                    | 23                                    | 24                                    | 25                                    | 26                                    | 27                                    | 28                                    | 29                                    | 30                                    | 31                                    | 32                                    | 33                                    | 34                                    | 35                                    | 36                                    | 37                                    | 38                                    | 39                                    | 40                                    |
| Positie:                              | 21                                    | 26                                    | 29                                    | 36                                    | uit                                   |                                       |                                       |                                       |                                       |                                       |                                       |                                       |                                       |                                       |                                       |                                       |                                       |                                       |                                       |                                       |

### NederlandseSingle Top 100
| Hitnotering (Week 1 t/m 33): 12-11-2016 t/m 24-6-2017 Hitnotering (Week 34): 29-7-2017 | Hitnotering (Week 1 t/m 33): 12-11-2016 t/m 24-6-2017 Hitnotering (Week 34): 29-7-2017 | Hitnotering (Week 1 t/m 33): 12-11-2016 t/m 24-6-2017 Hitnotering (Week 34): 29-7-2017 | Hitnotering (Week 1 t/m 33): 12-11-2016 t/m 24-6-2017 Hitnotering (Week 34): 29-7-2017 | Hitnotering (Week 1 t/m 33): 12-11-2016 t/m 24-6-2017 Hitnotering (Week 34): 29-7-2017 | Hitnotering (Week 1 t/m 33): 12-11-2016 t/m 24-6-2017 Hitnotering (Week 34): 29-7-2017 | Hitnotering (Week 1 t/m 33): 12-11-2016 t/m 24-6-2017 Hitnotering (Week 34): 29-7-2017 | Hitnotering (Week 1 t/m 33): 12-11-2016 t/m 24-6-2017 Hitnotering (Week 34): 29-7-2017 | Hitnotering (Week 1 t/m 33): 12-11-2016 t/m 24-6-2017 Hitnotering (Week 34): 29-7-2017 | Hitnotering (Week 1 t/m 33): 12-11-2016 t/m 24-6-2017 Hitnotering (Week 34): 29-7-2017 | Hitnotering (Week 1 t/m 33): 12-11-2016 t/m 24-6-2017 Hitnotering (Week 34): 29-7-2017 | Hitnotering (Week 1 t/m 33): 12-11-2016 t/m 24-6-2017 Hitnotering (Week 34): 29-7-2017 | Hitnotering (Week 1 t/m 33): 12-11-2016 t/m 24-6-2017 Hitnotering (Week 34): 29-7-2017 | Hitnotering (Week 1 t/m 33): 12-11-2016 t/m 24-6-2017 Hitnotering (Week 34): 29-7-2017 | Hitnotering (Week 1 t/m 33): 12-11-2016 t/m 24-6-2017 Hitnotering (Week 34): 29-7-2017 | Hitnotering (Week 1 t/m 33): 12-11-2016 t/m 24-6-2017 Hitnotering (Week 34): 29-7-2017 | Hitnotering (Week 1 t/m 33): 12-11-2016 t/m 24-6-2017 Hitnotering (Week 34): 29-7-2017 | Hitnotering (Week 1 t/m 33): 12-11-2016 t/m 24-6-2017 Hitnotering (Week 34): 29-7-2017 | Hitnotering (Week 1 t/m 33): 12-11-2016 t/m 24-6-2017 Hitnotering (Week 34): 29-7-2017 | Hitnotering (Week 1 t/m 33): 12-11-2016 t/m 24-6-2017 Hitnotering (Week 34): 29-7-2017 | Hitnotering (Week 1 t/m 33): 12-11-2016 t/m 24-6-2017 Hitnotering (Week 34): 29-7-2017 |
| Week:                                                                                  | 1                                                                                      | 2                                                                                      | 3                                                                                      | 4                                                                                      | 5                                                                                      | 6                                                                                      | 7                                                                                      | 8                                                                                      | 9                                                                                      | 10                                                                                     | 11                                                                                     | 12                                                                                     | 13                                                                                     | 14                                                                                     | 15                                                                                     | 16                                                                                     | 17                                                                                     | 18                                                                                     | 19                                                                                     | 20                                                                                     |
| -------------------------------------------------------------------------------------- | -------------------------------------------------------------------------------------- | -------------------------------------------------------------------------------------- | -------------------------------------------------------------------------------------- | -------------------------------------------------------------------------------------- | -------------------------------------------------------------------------------------- | -------------------------------------------------------------------------------------- | -------------------------------------------------------------------------------------- | -------------------------------------------------------------------------------------- | -------------------------------------------------------------------------------------- | -------------------------------------------------------------------------------------- | -------------------------------------------------------------------------------------- | -------------------------------------------------------------------------------------- | -------------------------------------------------------------------------------------- | -------------------------------------------------------------------------------------- | -------------------------------------------------------------------------------------- | -------------------------------------------------------------------------------------- | -------------------------------------------------------------------------------------- | -------------------------------------------------------------------------------------- | -------------------------------------------------------------------------------------- | -------------------------------------------------------------------------------------- |
| Positie:                                                                               | 45                                                                                     | 12                                                                                     | 2                                                                                      | 1                                                                                      | 1                                                                                      | 1                                                                                      | 1                                                                                      | 3                                                                                      | 2                                                                                      | 3                                                                                      | 3                                                                                      | 3                                                                                      | 3                                                                                      | 3                                                                                      | 5                                                                                      | 8                                                                                      | 9                                                                                      | 18                                                                                     | 13                                                                                     | 29                                                                                     |
| Week:                                                                                  | 21                                                                                     | 22                                                                                     | 23                                                                                     | 24                                                                                     | 25                                                                                     | 26                                                                                     | 27                                                                                     | 28                                                                                     | 29                                                                                     | 30                                                                                     | 31                                                                                     | 32                                                                                     | 33                                                                                     |                                                                                        | 34                                                                                     | 35                                                                                     | 36                                                                                     | 37                                                                                     | 38                                                                                     | 39                                                                                     |
| Positie:                                                                               | 25                                                                                     | 29                                                                                     | 33                                                                                     | 33                                                                                     | 34                                                                                     | 38                                                                                     | 49                                                                                     | 56                                                                                     | 53                                                                                     | 60                                                                                     | 62                                                                                     | 78                                                                                     | 84                                                                                     | uit                                                                                    | 98                                                                                     |                                                                                        |                                                                                        |                                                                                        |                                                                                        |                                                                                        |

### NederlandseMega Top 50
| Hitnotering: 12-11-2016 t/m 17-6-2017 | Hitnotering: 12-11-2016 t/m 17-6-2017 | Hitnotering: 12-11-2016 t/m 17-6-2017 | Hitnotering: 12-11-2016 t/m 17-6-2017 | Hitnotering: 12-11-2016 t/m 17-6-2017 | Hitnotering: 12-11-2016 t/m 17-6-2017 | Hitnotering: 12-11-2016 t/m 17-6-2017 | Hitnotering: 12-11-2016 t/m 17-6-2017 | Hitnotering: 12-11-2016 t/m 17-6-2017 | Hitnotering: 12-11-2016 t/m 17-6-2017 | Hitnotering: 12-11-2016 t/m 17-6-2017 | Hitnotering: 12-11-2016 t/m 17-6-2017 | Hitnotering: 12-11-2016 t/m 17-6-2017 | Hitnotering: 12-11-2016 t/m 17-6-2017 | Hitnotering: 12-11-2016 t/m 17-6-2017 | Hitnotering: 12-11-2016 t/m 17-6-2017 | Hitnotering: 12-11-2016 t/m 17-6-2017 | Hitnotering: 12-11-2016 t/m 17-6-2017 | Hitnotering: 12-11-2016 t/m 17-6-2017 | Hitnotering: 12-11-2016 t/m 17-6-2017 | Hitnotering: 12-11-2016 t/m 17-6-2017 |
| Week:                                 | 1                                     | 2                                     | 3                                     | 4                                     | 5                                     | 6                                     | 7                                     | 8                                     | 9                                     | 10                                    | 11                                    | 12                                    | 13                                    | 14                                    | 15                                    | 16                                    | 17                                    | 18                                    | 19                                    | 20                                    |
| ------------------------------------- | ------------------------------------- | ------------------------------------- | ------------------------------------- | ------------------------------------- | ------------------------------------- | ------------------------------------- | ------------------------------------- | ------------------------------------- | ------------------------------------- | ------------------------------------- | ------------------------------------- | ------------------------------------- | ------------------------------------- | ------------------------------------- | ------------------------------------- | ------------------------------------- | ------------------------------------- | ------------------------------------- | ------------------------------------- | ------------------------------------- |
| Positie:                              | 26                                    | 12                                    | 5                                     | 1                                     | 1                                     | 1                                     | 1                                     | 1                                     | 1                                     | 2                                     | 2                                     | 2                                     | 2                                     | 2                                     | 2                                     | 2                                     | 3                                     | 4                                     | 3                                     | 13                                    |
| Week:                                 | 21                                    | 22                                    | 23                                    | 24                                    | 25                                    | 26                                    | 27                                    | 28                                    | 29                                    | 30                                    | 31                                    | 32                                    | 33                                    | 34                                    | 35                                    | 36                                    | 37                                    | 38                                    | 39                                    | 40                                    |
| Positie:                              | 14                                    | 23                                    | 25                                    | 29                                    | 29                                    | 30                                    | 30                                    | 41                                    | 41                                    | 39                                    | 41                                    | 41                                    |                                       |                                       |                                       |                                       |                                       |                                       |                                       |                                       |

## Releasedata
| Land       | Releasedatum    | Formaat                     | Label         |
| ---------- | --------------- | --------------------------- | ------------- |
| Wereldwijd | 21 oktober 2016 | Muziekdownload              | Atlantic, WMG |
| Wereldwijd | 9 december 2016 | Muziekdownload (remixes EP) | Atlantic, WMG |